# Walter Cecconi
Walter Cecconi (Milano, 27 ottobre 1957) è un danzatore su ghiaccio italiano.

## Biografia
Rappresentò l'Italia ai Giochi olimpici invernali di Innsbruck 1976 nella danza su ghiaccio, specialità del pattinaggio di figura alla prima apparizione olimpica, con Stefania Bertelè come compagna, classificandosi 16º con 166,22 punti.
Partecipò ai mondiali di Göteborg 1976, in cui si classifico 14º e Ottawa 1978, in cui fu 13º.
Agli europei di Copenaghen 1975, Ginevra 1976 ed Helsinki 1977 ottenne il 12º posto.